# Songjeong-dong, Gumi
Songjeong-dong (koreanska: 송정동)  är en stadsdel i staden Gumi i provinsen Norra Gyeongsang i den centrala delen av Sydkorea, 205 km sydost om huvudstaden Seoul. Gumi stadshus ligger i Songjeong-dong. 